# Schwartzkopffstraße
Schwartzkopffstraße – ulica w Berlinie, w Niemczech, w dzielnicy Mitte, w okręgu administracyjnym Mitte. Została wytyczona w XIX wieku, liczy 260 m. Nazwa ulicy nawiązuje do niemieckiego przedsiębiorcy Louisa Schwartzkopffa, założyciela fabryki lokomotyw Berliner Maschinenbau.
Przy ulicy znajduje się stacja metra linii U6 Schwartzkopffstraße.